# Praça General Valadão
A Praça General Valadão é um logradouro do tipo praça, localizada no bairro Centro da cidade de Aracaju, no estado de Sergipe, Brasil.

## História

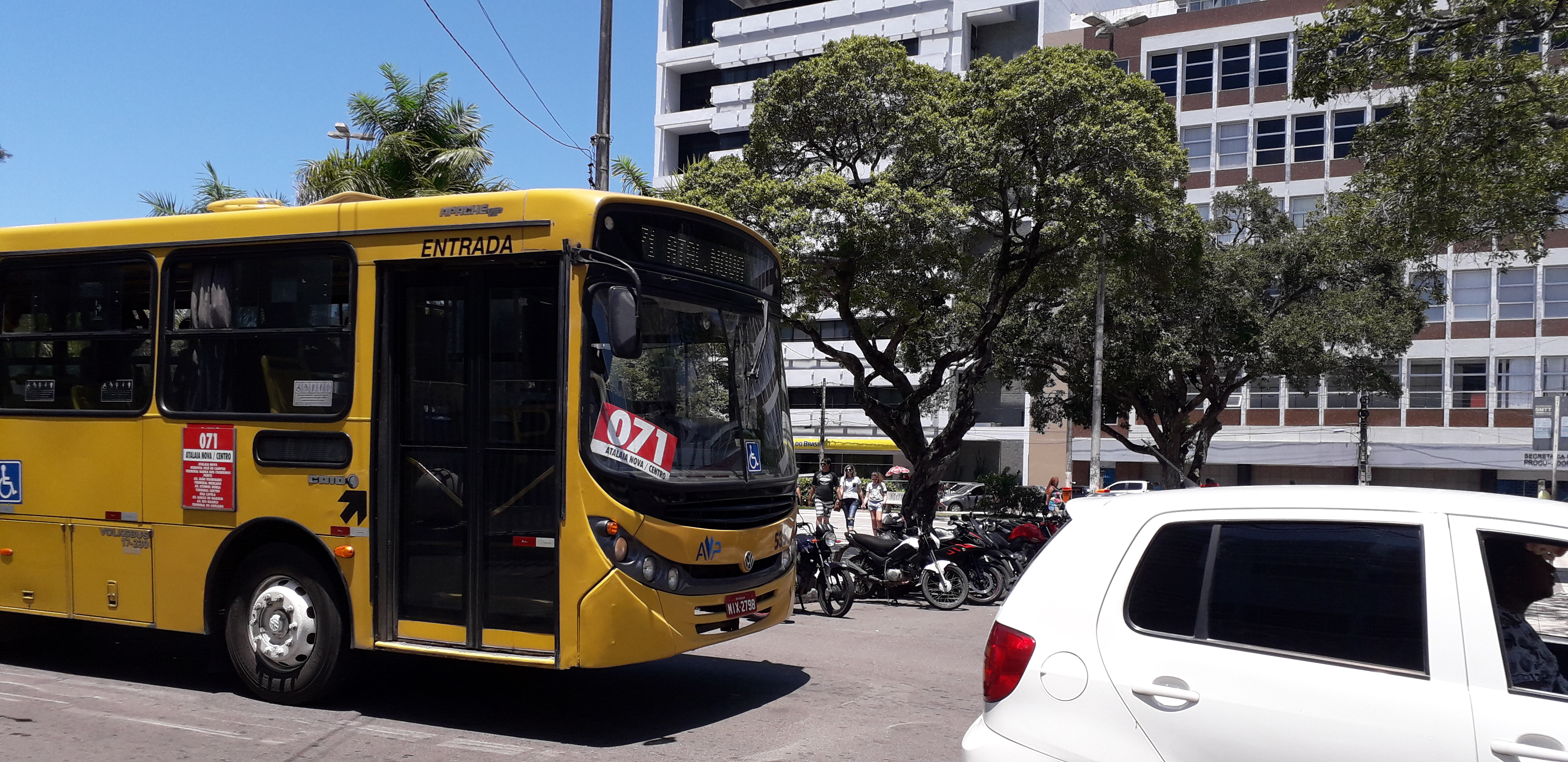
Vista da Praça General Valadão no centro de Aracaju, SE.

A Praça General Valadão é o lugar onde Aracaju nasceu e palco das lutas que demonstram as sínteses desse povo diferenciado, aguerrido e forte. É também um lugar cheio de histórias fascinantes, que guarda importantes construções históricas e leva o nome de um ex-governador do estado, que defendia os interesses das classes mais populares no século 19.
O local é considerado o marco zero da capital. Tudo começou quando o primeiro presidente da Província de Sergipe Del Rey, Inácio Joaquim Barbosa, contratou o engenheiro militar Sebastião José Basílio Pirro para planejar a cidade, fundada em 1855. A praça estava dentro do chamado ‘quadrante de Pirro’, que tinha como ponto inicial a praça Fausto Cardoso e a partir do qual foi traçado o tabuleiro de xadrez, dando forma à nova capital. O desenho se estendeu para os sentidos norte, oeste e sul, e se desenvolveu a partir da antiga Alfândega, onde hoje funciona o Centro Cultural de Aracaju.
Inaugurada em 24 de outubro de 1924, aí está localizado o antigo hotel Palace, e o prédio mais alto de Sergipe, o edifício Cidade de Aracaju, conhecido como Maria Feliciana. No entorno da praça também está uma das primeiras construções de Aracaju, o edifício da Cadeia Pública, que abrigava os presos no Palácio Serigy, onde funcionou durante muitos anos a Secretaria de Estado da Saúde. Ao lado da praça também está o Beco dos Cocos, uma importante rota de passagem de cargas de cocos, que já foi citado por Jorge Amado em seus livros.

## Origem do nome

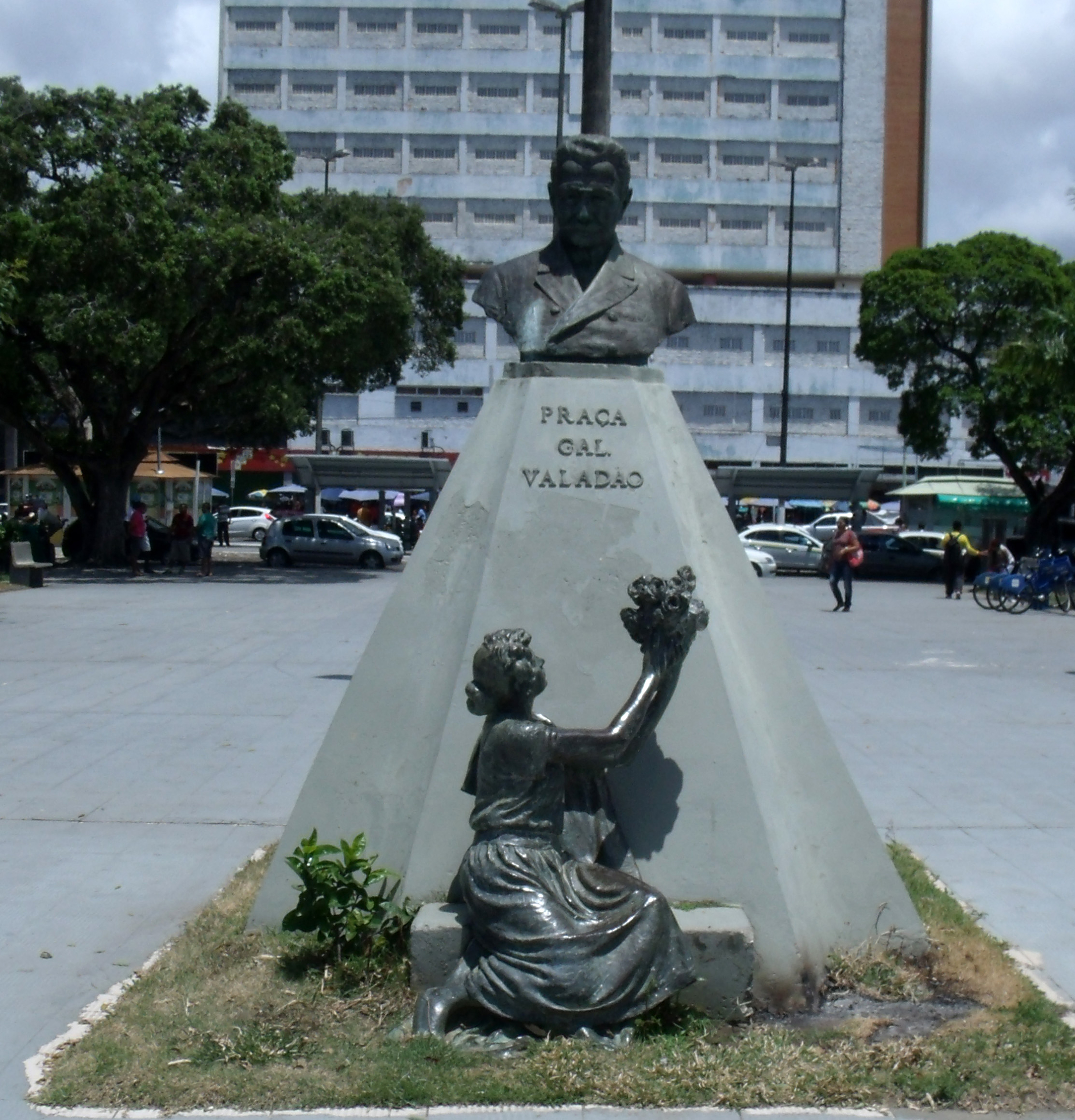
O busto do homenageado, general Valadão, na praça que hoje leva o seu nome.

De acordo com o pesquisador de história, Osvaldo Ferreira Neto, a praça já recebeu diversas nomenclaturas. “Por muitos anos, a praça foi chamada de Praça da Cadeia, Praça da Alfândega, Praça 24 de Outubro, data em que é comemorada a emancipação política de Sergipe, e também já foi nomeada praça Ciro Franklin de Azevedo, que foi um ex-governador do estado. Já foi a Praça do Quartel, porque ali estava o antigo quartel do 28º Batalhão de Caçadores, e por fim, General Valadão dá o nome à praça a partir da década de 20, ganhando um busto do homenageado”, explicou.